# Legião Urbana
Legião Urbana és una banda de rock brasilera fundada el 1982 a Brasília, Districte Federal, per Renato Manfredini Jr., de nom artístic Renato Russo (solista) i Marcelo Bonfá (bateria). El grup també va comptar amb Dado Villa-Lobos (guitarra elèctrica) i Renato Rocha (baix) en la formació que va enregistrar els seus primers treballs. Onze dies després de la mort de Renato Russo, l'11 d'octubre de 1996, el grup va decidir concloure les seves activitats. Posseeix una discografia de vuit àlbums d'estudi, quatre àlbums en directe i dues compilacions.
L'any 2015, el diari O Estado de São Paulo va afirmar que la banda havia venut 25 milions de còpies durant els seus catorze anys d'activitat. Aquell mateix any, la revista Veja parlava que la banda continuava facturant una mitjana de 250.000 discos anual. S'estima que Legião Urbana és el segon grup musical brasiler amb més discos venuts, darrera del conjunt de samba-pagode Raça Negra. Forma part de l'anomenat "quartet sagrat del rock brasiler", juntament amb Barão Vermelho, Titãs i Os Paralamas do Sucesso.
Des d'octubre de 2015, Villa-Lobos i Bonfá (els dos únics supervivents del grup), junt amb André Frateschi com a vocalista i diversos músics convidats, actuen a la gira Legião Urbana XXX Anos, que sorgí per la celebració del trentè aniversari de la publicació del seu primer àlbum d'estudi.

## Història

### Antecedents, formació de la banda i inici de la carrera

Vista de la ciutat de Brasília, on va sorgir Legião Urbana.

#### Aborto Elétrico
A finals de la dècada dels setanta, Brasília encara era una illa cultural amb relació a la resta del país: de la nova capital del país no n'havia sortit cap artista il·lustre. El 1978 va crear-se la Turma da Colina ('grup del turó', en referència al lloc proper a la Universitat on els joves brasilienses es reunien de nit). D'allà sortiren noves bandes de música d'arrel punk com Plebe Rude, Aborto Elétrico, les seves successores Capital Inicial i Legião Urbana i també Herbert Vianna, qui després va fundar Os Paralamas do Sucesso.
Renato Russo formava part d'Aborto Elétrico, nascuda aquell any 78. Tot i haver-se fet un nom a Brasília, la banda es va dissoldre tres anys després per les diferències existents entre Russo i el bateria, Felipe "Fê" Lemos. En un concert, mentre tocaven la cançó "Veraneio Vascaína", Renato es va equivocar amb la lletra i Fê va llençar-li les baquetes. Quan Renato Russo va presentar la seva composició "Química" als companys d'Aborto en un assaig, Felipe Lemos va criticar-la amb vehemència. Val a dir que "Química" acabà sent un èxit i fou la primera cançó enregistrada per cap de les bandes de la Turma. La fi de la banda va donar-se a finals de 1981, quan Renato Russo va tallar de mutu acord el seu vincle amb el grup. Emperò, mesos després va tornar a actuar amb els ex-companys en un concert que s'havien oblidat de cancel·lar. Després de disoldre's la banda, Felipe i el seu germà Flávio Lemos (baixista) van formar Capital Inicial, junt amb Dinho Ouro Preto (veu) i Loro Jones (guitarra).

#### Un nou inici
Un cop fora d'Aborto, Russo va iniciar un projecte com a cantautor, amb el pseudònim de Trovador Solitário. Fou una època molt productiva, component diverses cançons que després formaren part del repertori de Legião Urbana. Les seves influències venien de la música anglosaxona, especialment la música folk, rock, punk i post-punk. S'inspirà, entre d'altres, en Joy Division, The Smiths, The Clash, The Cure, U2, Ramones, Sex Pistols, The Jesus and Mary Chain, Gang of Four, The Beatles, Joni Mitchell o Bob Dylan.
Aviat, però, es va embarcar amb el seu amic Marcelo Bomfá en la creació d'una nova banda. El nom Legião Urbana prové de la frase “Urbana Legio Omnia Vincit” (en llatí, 'Legionaris urbans tot ho vencen'), inclosa als fullets dels àlbums de la banda. Aquesta deriva de la frase de l'emperador romà Juli César, “Romana Legio Omnia Vincit”. El nom també va venir inspirat per la idea original de Russo i Bonfá, quan van fundar el grup, d'anar canviant sovint de guitarristes i teclistes per a completar el grup: volien tenir la seva legió de músics.

#### Debut als escentaris i primer contracte
El debut de Legião Urbana va tenir lloc el 5 de setembre de 1982 en la ciutat mineira de Patos de Minas, durant el festival Rock no Parque, que va comptar amb altres vuit actuacions, entre elles la del grup Plebe Rude. Aquest va ser l'únic concert en que la banda va aparèixer amb la seva primera formació: Renato Russo (veu, baix), Marcelo Bonfá (bateria), Paulo Paulista (teclat) i Eduardo Paraná (guitarra elèctrica). En realitat, la promotora del festival havia contactat amb Russo per tal de contractar als Aborto Elétrico. Com el grup havia conclòs les seves activitats, Renato va convèncer l'amo de la productora, Carlos Alberto Xaulim, d'actuar amb la seva nova banda. El mes de març de 1983, desprès de diversos canvis en la posició de guitarrista, Dado Villa-Lobos s'hi va incorporar al conjunt.
Herbert Vianna, qui ja havia gravat el seu primer LP amb Os Paralamas do Sucesso amb la gravadora britànica EMI, va regalar a Jorge Davidson, un dels agents de la discogràfica, una cinta casset amb diversos enregistraments d'en Renato, corresponents a la seva etapa de Trovador Solitário. Legião Urbana va ser cridada per fer una prova i enregistrar tres demos. El so punk de la banda no va convèncer als executius d'EMI, que esperaven cançons més properes al folk, com les que hi havia en aquella cinta. Jorge Davidson i el productor Mayrton Bahia van insistir als directius i Legião finalment va signar un contracte amb la discogràfica el mes de febrer de 1984.
El juny de 1984, Renato Russo va tenir una temptativa de suïcidi tallant-se les venes del braç esquerre. Impedit de tocar el baix durant un temps, i amb l'enregistrament del seu primer àlbum programat per aquell mes d'octubre, Marcelo Bonfá va contactar Renato Rocha i l'oferí entrar a formar part de la banda, essent aquesta l'última incorporació al grup.

### Carrera discogràfica

#### Legião Urbana(1985)
L'àlbum Legião Urbana, llançat el 2 de gener de 1985, posseeix un fort arrelament político-social, amb lletres que fan crítiques contundents a diversos aspectes de la societat brasilera. També compta amb algunes cançons d'amor que van ser marcants en la història de la música brasilera, com Será, Ainda É Cedo i Por Enquanto (aquesta última va ser considerada com "la millor pista de tancament d'un disc", segons el crític musical Arthur Dapieve. Geração Coca-Cola és una altra cançó famosa d'aquest àlbum, doncs assumia la veu d'aquells que havien crescut sota el règim militar. Aquestes cançons, juntament amb Soldados, van ser els singles d'aquest LP.
Legião Urbana va començar a guanyar notorietat sis mesos després del llançament de l'àlbum, obrint camí a l'escena del rock juvenil del Brasil. De tota la generació que va sorgir aquella dècada, Legião Urbana va ser la més aclamada per públic i crítica.

#### Dois(1986)
El segon àlbum del grup, Dois, va ser llançat el juliol de 1986. Tenia un estil proper al folk amb lletres més líriques. Si el primer treball tenia tot el vigor post-punk, Dois fou el seu contrapunt; la visió complementària d'un trobador, que ja no era solitari. El grup tingué la intenció de llençar un disc doble, sota el nom de Mitologia e Intuição, però el projecte va ser denegat per la gravadora, obligant-los a treure un disc senzill. Daniel na Cova dos Leões obria el disc i, al principi d'aquesta pista, se sent el soroll d'una ràdio mal sintonitzada emetent un trosset de Será i uns trams de l'himne de la Internacional Socialista. Aquest àlbum és el segon més venut de la banda, amb més de 1,8 milió de còpies. Tempo Perdido va ser el seu primer single, que tingué un gran èxit i és un dels grans clàssics de la banda. Eduardo e Mônica, Índios i Quase Sem Querer també van ser llançats com a singles.

#### Que País É Este(1987)
El disc següent, Que País É Este, va ser llançat el desembre de 1987. L'èxit sense pal·liatius de Dois va fer que la discogràfica EMI pressionés Legião per tal de treure un nou àlbum, però la banda no tenia suficient repertori inèdit. De les nou cançons d'aquest l'LP, només dues van ser compostes aquell any, justament les dues que tancaven l'àlbum: Angra dos Reis (que tractava la construcció d'una fàbrica nuclear en aquesta ciutat fluminense) i Mais do Mesmo. La cançó que va donar nom al treball, Que País É Este havia estat escrita pel Renato l'any 78, quan tenia només 18 anys i estava començant a tocar amb els Aborto Elétrico. Faroeste Caboclo, per la seva banda, va ser composta per Russo el 1979, però mai va la va assajar amb Aborto. Aquesta peça supera els nou minuts de durada, posseeix 168 versos sense tornada i conta la història del nordestino João de Santo Cristo. Renato la considerava la seva Hurricane (una cançó de Bob Dylan sobre un boxejador empresonat injustament), amb semblances amb composicions de Raul Seixas i Gilberto Gil.

##### Concert a l'Estadi Mané Garrincha i allunyament dels escenaris
A causa de la mala organització dels concerts, dels incidents que succeïen causats pels fans i les complicacions internes provocades pel mateix Renato Russo (consum d'alcohol i drogues), les gires del grup mai van ser llargues. Els integrants de la banda deien sentir-se desgastats física i emocionalment,
Malgrat les expectatives dipositades i la preparació pel concert, especialment d'en Renato, qui creia que aquest seria el show de la seva vida, l'espectacle que marcava el retorn de la banda a Brasília, el 18 de juny de 1988 a l'Estadi Mané Garrincha, va acabar en tragèdia. Es va produir un tumult durant l'accés a l'estadi, abans de l'inici del concert, degut a errors organitzatius, agreujats per l'actuació policial. Aquest fet va provocar que s'alentís molt l'accés dels més de 50.000 espectadors al recinte. Tot i que l'espectacle va començar amb més d'una hora de retard sobre l'hora anunciada, encara quedava molta gent fent cua per poder ingressar a l'estadi. El tens ambient es podia tallar amb un ganivet i es produïren una seqüència d'incidents: càrregues policials, discursos incendiaris de caràcter polític des de l'escenari, llançament d'artefactes pirotècnics des del públic i un espontani que va intentar agredir al vocalista. Aquest desgavell va acabar amb la suspensió del concert, que va comportar més aldarulls. Una seixantena de persones van ser arrestades i hi hagué més de 230 ferits. El públic va carregar les culpes en la banda: es feren multitud de guixades contra Legião Urbana a les parets de l'estadi i també als voltats del domicili on vivien els pares del Renato. El grup va decidir suspendre els concerts que quedaven d'aquella gira i mai més van tornar a tocar a la seva ciutat natal. Es distanciaren del seu públic i van refugiar-se als estudis.

#### As Quatro Estações(1989)
L'àlbum As Quatro Estações, de 1989, va trigar un any en ser llançat (la preparació va començar l'agost de 1988 i el disc no va sortir publicat fins al 30 d'octubre de 1989). És l'àlbum més complert de la discografia de Legião Urbana, per la meticulositat dels arranjaments i la qualitat de les lletres, reconegut pel mateix Dado Villa-Lobos. El baixista Renato Rocha, qui havia format part de la banda als tres primers àlbums d'estudi, va ser expulsat del grup el febrer de 1989, per falta de compromís durant la preparació d'aquest nou treball. Les línies de baix que Rocha ja havia enregistrat van ser descartades. Des de llavors, quan entraven a l'estudi, Dado i Renato s'anaren alternant amb el baix. La pràctica totalitat de les cançons van ser publicades com a singles i és l'àlbum més venut de Legião, amb més de 2,6 milions de còpies. La peça Feedback Song For A Dying Friend va ser composta en homenatge al cantant Cazuza (exlíder de Barão Vermelho), qui havia anunciat ser seropositiu. Una de les cançons més tocades, Pais e Filhos, parla sobre el suïcidi d'una adolescent.

#### V(1991)
Llançat el mes de novembre de 1991, V és considerat el disc més malenconiós de la banda. Renato estava en un moment complicat de la seva vida, ja que un any enrere havia descobert que era seropositiu, acabava de trencar la relació amb la seva parella, Robert Scott Hickman i estava lluitant contra les seves addiccions. A més, l'economia brasilera estava passant una mala fase, amb mesures molt restrictives per part del govern de Collor de Mello, causant una forta crisi social. L'àlbum presenta un estil més aviat atípic en la trajectoria del grup. Metal Contra as Nuvens (la cançó més llarga del grup, amb 11' 24'' de durada) i O Teatro Dos Vampiros tenien una forta càrrega política. A Montanha Mágica va destacar per tractar sobre la dependència química de Renato. Només O Teatro Dos Vampiros, Vento no Litoral i O Mundo Anda Tão Complicado van ser publicades com a singles. El disc va tenir vendes discretes, comparades amb el disc anterior, no arribant al mig milió de còpies venudes.

#### O Descobrimento do Brasil(1993) i projectes en solitari
L'àlbum O Descobrimento do Brasil es va enregistrar en l'època en què Renato Russo havia iniciat el tractament de desintoxicació i es mostrava optimista pel que fa al seu èxit. Van dedicar l'àlbum a Tavinho Fialho, baixista que va acompanyar la banda en l'última gira i que va morir en un accident de trànsit. Fialho era el pare del fill de la Cássia Eller, amiga personal de Russo. Així doncs, O Descobrimento és un àlbum amb fortes notes d'esperança, però amb un rerefons de tristesa i melangia. L'art rock de treballs anteriors com As Quatro Estações es difumina, amb pinzellades de música experimental, grunge i rock alternatiu. Les cançons més recordades d'aquest LP són Perfeição (l'única d'aquest disc amb marcada crítica político-social i forts traços de pessimismo), Giz (la cançó favorita de Russo, amb diverses referències a la infància) - i Vinte e nove (sobre la desintoxicació del cantant).
1993 també va marcar l'inici de la implicació dels membres en projectes per separat. Dado es va associar amb el baixista de Plebe Rude, André X, per fundar RockIt!, una discogràfica independent per nous artistes. Marcelo va començar a realitzar treballs de programació i disseny gràfic, mentre que Renato va produir el seu primer disc d'estudi en solitari, The Stonewall Celebration Concert, que sortiria l'any següent.

#### A Tempestade ou O Livro dos Dias(1996)
L'últim concert de la gira d'O Descobrimento va tenir lloc el 14 de gener de 1995, a la sala Reggae Night de Santos, una important ciutat costanera de l'estat de São Paulo. Aquesta fou l'última vegada que Renato actuaria en directe abans de la seva mort i, conseqüentment, l'últim espectacle de la banda amb ell al micròfon.
A Tempestade ou O Livro Dos Dias, llançat el 20 de setembre de 1996, va ser marcat per cançons molt introspectives i depressives, alternant entre el so dur de Natália i Dezesseis, el lirisme de L'Avventura i O Livro dos Dias, l'experimentalisme de Música Ambiente, l'angoixa d'Aloha i Esperando por Mim o la simplicitat de Soul Parsifal i 1º De Julho (cançó composta especialment per a la Cássia Eller, qui ja l'havia publicada un parell d'anys abans). Les lletres aborden temes com la solitud, passat, amor, depressió, la SIDA, intolerància i injustícia; així doncs es considera aquest LP com un treball melodramàtic i d'ànima trista. A Via Láctea i Dezesseis van ser seus principals singles.
Algunes cançons del disc suggereixen un comiat anticipat, com Música Ambiente: 'i quan marxi, no, no ploris per mi'. Les fotos incloses al fullet del disc van ser preses poc abans del seu llançament, excepte les d'en Renato, de qui van aprofitar la sessió que havia fet l'any anterior pel seu segon disc solo Equilibrio Distante; el cantant, bastant debilitat per la SIDA, va rebutjar ser fotografiat pel nou disc. Amb excepció d'A Via Láctea, la resta de temes de l'àlbum compten només amb la veu-guia de Renato, enregistrades a l'inici del procés de gravació del disc. Russo perdia de pressa la seva capacitat vocal i ja no va ser capaç d'enregistrar-ne les veus definitives. Al fullet del CD no es van incloure les frases "Urbana Legio Omnia Vincit" ni 'Escolteu a màxim volum', presents en els anteriors discos del grup. En canvi, s'hi escrigué una frase de l'escriptor modernista brasiler Oswald de Andrade: 'Brasil és una República Federativa plena d'arbres i gent dient adéu'.

##### Mort de Renato Russo i fi de l'activitat de la banda

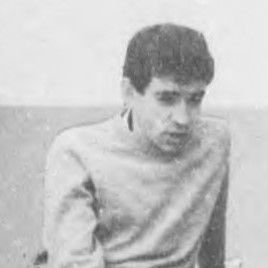
El cantant i compositor Renato Russo, als seus inicis com a líder de Legião Urbana.

Renato Russo va morir 21 dies desprès d'estrenar-se A Tempestade, el dia 11 d'octubre de 1996. El 22 d'octubre, Dado, Marcelo i el director artístic d'EMI Music, João Augusto, van anunciar la fi de les activitats del grup, tot i que tenien signats per contracte tres treballs més amb la gravadora. Dado Vila-Lobos i Marcelo Bonfá van seguir les seves carreres i van publicar discos en solitari els anys següents.

#### Uma Outra Estação(1997)
Uma Outra Estação va ser un àlbum pòstum. La idea original fou que A Tempestade fos un àlbum doble. Però, donat que el cost de venda i producció seria molt alt, la idea va ser descartada pels integrants del grup i el material no publicat en aquell moment va ser reacondicionat i llançat en aquest nou àlbum. Cançons com Clarisse havien quedat fora d'aquell treball per desig del propi Renato, que la considerava massa forta. La lletra de Sagrado Coração consta en el fullet del CD, no obstant això, Renato no havia aconseguit enregistrar-la perquè ja estava molt debilitat i la versió publicada fou només instrumental. L'àlbum compta amb participacions com la de Renato Rocha, l'ex-baixista de Legião i la de Bi Ribeiro, baixista dels Paralamas. Antes das Seis i As Flores do Mal van ser els principals singles. El productor musical guanyador del Grammy Llatí, Tom Capone, va ser coproductor de l'àlbum i, a més, va col·laborar amb guitarres i efectes de so.

## Recopilatoris, directes i tributs

### Música p/ Acampamentos(1992)
La gira del disc V havia estat més curta de l'habitual i encara mancava temps per enllestir el següent treball, O Descobrimento, que no sortiria fins 1993. La discogràfica volia aprofitar per treure entre mitges un disc recopilatori, però el grup no hi estava d'acord. Finalment, van decidir plegats publicar un àlbum amb un conjunt de cançons enregistrades en concerts i actuacions televisives. L'unic tema nou i enregistrat a l'estudi fou A Canção do Senhor da Guerra.

### Por Enquanto - 1984/1995(1995)
L'any 1995, la discogràfica EMI va decidir remasteritzar els sis primers àlbums d'estudi de la banda. El treball es va dur a terme als Abbey Road Studios, de Londres, coneguts mundialment per haver-s'hi enregistrat els treballs de The Beatles. Es van comercialitzar tots ells en format CD i també el pack sencer dins d'una llauna batejada Por Enquanto - 1984/1995. Dins de la llauna s'incloïa un llibret, amb un text escrit per l'antropòleg Hermano Vianna, germà del músic Herbert Vianna.

### Mais do Mesmo(1998)
Dos anys després de la mort de Russo i de la dissolució del conjunt, es publicà el recopilatori Mais do Mesmo, amb 16 cançons extretes dels vuit àlbums d'estudi de Legião. La selecció va ser feta per Bonfá i Villa-Lobos. Va superar el milió de còpies venudes, assolint la certificació de Disc de Diamant.

### Acústico MTV(1999)
El gener de 1992, la banda va participar del segon enregistrament de la sèrie de concerts Acústico MTV del Brasil. La gravació va ser publicada l'octubre de 1999, en versió CD i DVD i va ser impulsat per cançons com Hoje A Noite Não Tem Luar (adaptació d'Hoy Me Voy Para México, del grup Menudos) i versions de Neil Young, The Jesus And Mary Chain i Joni Mitchell.

### Como É Que Se Diz Eu Te Amo(2001)
Després de la mort de Russo i amb el creixement de l'ús d'internet al país, l'intercanvi d'enregistraments cassolans dels concerts de Legião Urbana es va multiplicar. La discogràfica va veure un filó i es va decidir a publicar Como É Que Se Diz Eu Te Amo, una gravació original dels concerts que la banda feu a Rio de Janeiro els dies 8 i 9 d'octubre de 1994, corresponents a la gira d'O Descobrimento do Brasil. Bonfá i Villa-Lobos van voler dedicar aquest àlbum a la memòria de Lucy Vianna, la dona del seu amic Herbert, morta aquell mateix any en un accident aeri.

### As Quatro Estações Ao Vivo(2004)
Seguint la mateixa línia de l'anterior disc, publicat el 2001, EMI va editar el març de 2004 el CD As Quatro Estações Ao Vivo, un enregistrament dels concerts de Legião Urbana a São Paulo, els dies 11 i 12 d'agost de 1990. La familia de Renato no va estar conforme amb l'edició d'aquest CD, ja que van retallar bona part dels parlaments que va fer el cantant durant l'espectacle.

### Renato Russo - Uma Celebração(2006)
Per commemorar el desè aniversari de la mort del cantant, la cadena Multishow va organitzar un concert homenatge, on diversos artistes, tant coetanis de Legião com actuals, van cantar les cançons icòniques de la carrera de Russo, en solitari, amb Aborto Elétrico i amb Legião. Es va publicar en versió CD i DVD, amb el nom de Renato Russo - Uma Celebração.

### Actuació alRock in Rio IV(2011)
El 2011, Dado i Bonfá van organitzar, juntament amb l'Orquestra Sinfônica Brasileira, un tribut a Legião Urbana que va tenir lloc durant la quarta edició del festival Rock in Rio. El concert va comptar amb convidats que van cantar èxits de la banda (Rogério Flausino, Pitty i Herbert Vianna), a més d'un medley especial fet per la Orquestra Sinfônica Brasileira amb trams de cançons del grup.

### ConcertMTV ao Vivoamb Wagner Moura (2012)

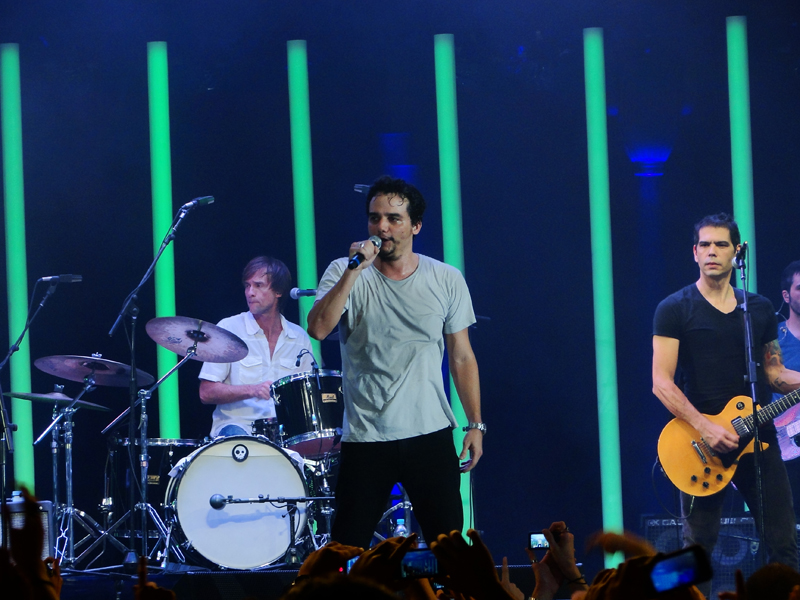
Els membres en actiu de Legião Urbana van realitzar un concert homenatge l'any 2012, amb l'actor Wagner Moura de vocalista.

L'any 2012, la MTV Brasil va organitzar un nou concert tribut a Legião Urbana, dins de la seva sèrie de concerts MTV ao Vivo, a São Paulo. L'homenatge va tenir la participació de l'actor Wagner Moura com a vocalista principal, a més de participacions dels músics Fernando Catatau, Clayton Martin, Bi Rierol i Andy Gill, de la banda Gang of Four. El concert va patir problemes tècnics i la interpretació de Moura va estar força desafinada, però l'ambient general fou d'acceptació pel seu esforç, tractant-se d'un cantant amateur fanàtic de la banda. Wagner Moura havia protagonitzat un any abans el film O Homem Do Futuro, en la que hi apareix cantant el hit de Legião Tempo Perdido.

### Legião Urbana XXX Anos
El mes de març de 2015, Dado i Bonfá recuperaren els drets artístics de Legião Urbana, que fins llavors havien restat en poder de la família Manfredini (el baixista Renato Rocha havia mort un mes abans, per sobredosi). Van participar com a Legião d'un recopilatori on diversos participants del festival Rock in Rio versionaven cançons icòniques que hi havien estat tocades. Tots dos van intervenir a les cançons Toda Forma de Poder d'Engenheiros do Hawaii i Por Você de Barão Vermelho.
Poc després s'embarcaren en el projecte Legião Urbana XXX Anos, que va consistir en una gira per a commemorar els poc més de 30 anys des del llançament del seu primer disc. Als concerts de la gira s'interpretava el repertori íntegre d'aquell LP, més alguns èxits de la resta de la discografia. El tret de sortida de la gira va ser el 23 d'octubre de 2015, a la ciutat de Santos, ple de simbolisme per haver estat, precisament, l'última ciutat que els havia vist actuar. La gira es va allargar fins a desembre de 2016, amb prop d'un centenar d'actuacions.
Tantejant la possibilitat de continuar amb el projecte, van realitzar dos nous concerts el mes de maig de 2018. Veient el resultat favorable, van decidir reprendre la gira, aquest cop dedicant-la als segon i tercer LPs del grup, tornant a la carretera el 6 de setembre a la ciutat de Miami i allargant-la durant l'any 2019.

## Filmografia
Somos Tão Jovens, d'Antônio Carlos da Fontoura, amb guió de Marcos Bernstein i banda sonora original de Carlos Trilha, retrata l'adolescència de Renato Russo (interpretat per l'actor Thiago Mendonça) i l'inici del seu interès per la música, abordant la creació i extinció dels Aborto Elétrico, la seva fase de Trovador Solitario i els dos primers anys de Legião Urbana. Es va estrenar als cinemes brasilers el dia 3 de maig de 2013.
Poques setmanes després, el 30 de maig de 2013, va ser llançada Faroeste Caboclo, adaptació cinematogràfica de la cançó homônima de Renato, dirigida per René Sampaio i amb guió de Victor Atherino i Marcos Bernstein a partir de la lletra original. Els papers principals foren interpretats per Fabrício Boliveira (João de Santo Cristo), Ísis Valverde (Maria Lúcia), Felipe Abib (Jeremias) i César Troncoso (Pablo).
El juliol de 2018, va començar la producció de l'adaptació cinematogràfica del tema Eduardo e Mônica, amb la parella protagonista interpretada per Gabriel Leone i Alice Braga, novament sota la direcció de René Sampaio. La intenció de la productora era que la pel·lícula s'estrenés als cinemes a mitjans de 2020, no obstant, va haver d'ajornar-se a causa de la pandemia de COVID-19 i es preveu que podrà fer-se el 2021.

## Integrants

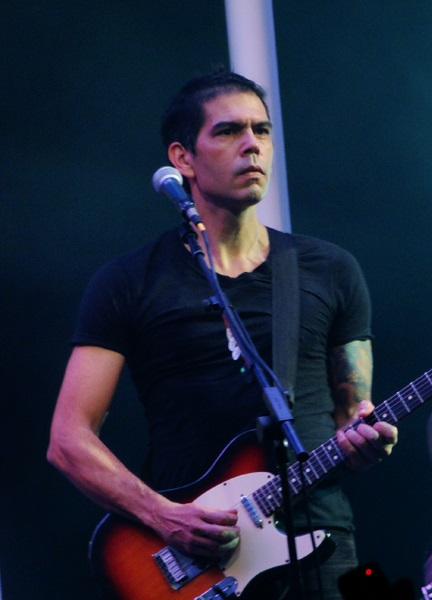
Dado Villa-Lobos

### Última formació en actiu (1989 - 1996)
- Renato Russo - veu, teclats, guitarra acústica, baix
- Dado Villa-Lobos - guitarra elèctrica, guitarra acústica, baix
- Marcelo Bonfá - bateria, percussió, teclats

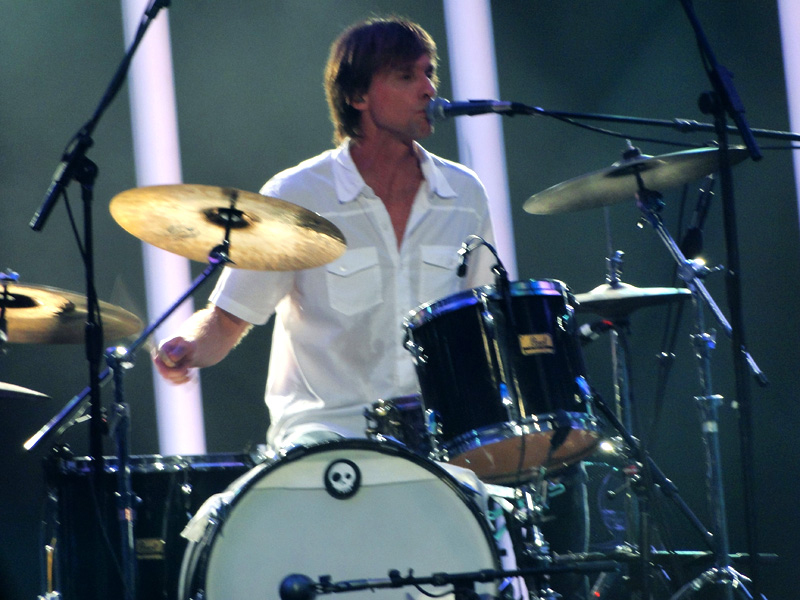
Marcelo Bonfá

#### Integrants anteriors
- Renato Rocha - baix (1984 - 1989)
- Ico Ouro Preto - guitarra elèctrica (1982 - 1983)
- Eduardo Paraná - guitarra elèctrica (1982)
- Paulo Paulista - teclats (1982)

## Discografia oficial

### Àlbums d'estudi
- 1985 - Legião Urbana
- 1986 - Dois
- 1987 - Que País É Este
- 1989 - As Quatro Estações
- 1991 - V
- 1993 - O Descobrimento do Brasil
- 1996 - A Tempestade ou O Livro dos Dias
- 1997 - Uma Outra Estacão

### Àlbums en directe
- 1992 - Música p/ Acampamentos
- 1999 - Acústico MTV
- 2001 - Como É Que Se Diz Eu Te Amo
- 2004 - As Quatro Estações Ao Vivo

### Edicions especials i Recopilatoris
- 1995 - Por Enquanto - 1984/1995
- 1998 - Mais Do Mesmo